# Raorchestes
Genre
Raorchestes est un genre d'amphibiens de la famille des Rhacophoridae.

## Répartition
Les 60 espèces de genre se rencontrent en Asie du Sud, en Asie du Sud-Est et dans le sud de l'Asie de l'Est.

## Liste des espèces
Selon Amphibian Species of the World (22 mars 2016) :
- Raorchestes agasthyaensis Zachariah, Dinesh, Kunhikrishnan, Das, Raju, Radhakrishnan, Palot & Kalesh, 2011
- Raorchestes akroparallagi (Biju & Bossuyt, 2009)
- Raorchestes anili (Biju & Bossuyt, 2006)
- Raorchestes annandalii (Boulenger, 1906)
- Raorchestes archeos Vijayakumar, Dinesh, Prabhu & Shanker, 2014
- Raorchestes aureus Vijayakumar, Dinesh, Prabhu & Shanker, 2014
- Raorchestes beddomii (Günther, 1876)
- Raorchestes blandus Vijayakumar, Dinesh, Prabhu & Shanker, 2014
- Raorchestes bobingeri (Biju & Bossuyt, 2005)
- Raorchestes bombayensis (Annandale, 1919)
- Raorchestes chalazodes (Günther, 1876)
- Raorchestes charius (Rao, 1937)
- Raorchestes chlorosomma (Biju & Bossuyt, 2009)
- Raorchestes chotta (Biju & Bossuyt, 2009)
- Raorchestes chromasynchysi (Biju & Bossuyt, 2009)
- Raorchestes coonoorensis (Biju & Bossuyt, 2009)
- Raorchestes crustai Zachariah, Dinesh, Kunhikrishnan, Das, Raju, Radhakrishnan, Palot & Kalesh, 2011
- Raorchestes dubois (Biju & Bossuyt, 2006)
- Raorchestes echinatus Vijayakumar, Dinesh, Prabhu & Shanker, 2014
- Raorchestes flaviocularis Vijayakumar, Dinesh, Prabhu & Shanker, 2014
- Raorchestes flaviventris (Boulenger, 1882)
- Raorchestes ghatei Padhye, Sayyed, Jadhav & Dahanukar, 2013
- Raorchestes glandulosus (Jerdon, 1853)
- Raorchestes graminirupes (Biju & Bossuyt, 2005)
- Raorchestes griet (Bossuyt, 2002)
- Raorchestes gryllus (Smith, 1924)
- Raorchestes hassanensis Dutta, 1985
- Raorchestes honnametti Gururaja,Priti, Roshmi & Aravind, 2016
- Raorchestes indigo Vijayakumar, Dinesh, Prabhu & Shanker, 2014
- Raorchestes jayarami (Biju & Bossuyt, 2009)
- Raorchestes johnceei Zachariah, Dinesh, Kunhikrishnan, Das, Raju, Radhakrishnan, Palot & Kalesh, 2011
- Raorchestes kadalarensis Zachariah, Dinesh, Kunhikrishnan, Das, Raju, Radhakrishnan, Palot & Kalesh, 2011
- Raorchestes kaikatti (Biju & Bossuyt, 2009)
- Raorchestes kakachi Seshadri, Gururaja & Aravind, 2012
- Raorchestes leucolatus Vijayakumar, Dinesh, Prabhu & Shanker, 2014
- Raorchestes longchuanensis (Yang & Li, 1978)
- Raorchestes luteolus (Kuramoto & Joshy, 2003)
- Raorchestes manipurensis (Mathew & Sen, 2009)
- Raorchestes manohari Zachariah, Dinesh, Kunhikrishnan, Das, Raju, Radhakrishnan, Palot & Kalesh, 2011
- Raorchestes marki (Biju & Bossuyt, 2009)
- Raorchestes menglaensis (Kou, 1990)
- Raorchestes munnarensis (Biju & Bossuyt, 2009)
- Raorchestes nerostagona (Biju & Bossuyt, 2005)
- Raorchestes ochlandrae (Gururaja, Dinesh, Palot, Radhakrishnan & Ramachandra, 2007)
- Raorchestes parvulus (Boulenger, 1893)
- Raorchestes ponmudi (Biju & Bossuyt, 2005)
- Raorchestes primarrumpfi Vijayakumar, Dinesh, Prabhu & Shanker, 2014
- Raorchestes ravii Zachariah, Dinesh, Kunhikrishnan, Das, Raju, Radhakrishnan, Palot & Kalesh, 2011
- Raorchestes resplendens Biju, Shouche, Dubois, Dutta & Bossuyt, 2010
- Raorchestes sahai (Sarkar & Ray, 2006)
- Raorchestes shillongensis (Pillai & Chanda, 1973)
- Raorchestes signatus (Boulenger, 1882)
- Raorchestes sushili (Biju & Bossuyt, 2009)
- Raorchestes terebrans (Das & Chanda, 1998)
- Raorchestes theuerkaufi Zachariah, Dinesh, Kunhikrishnan, Das, Raju, Radhakrishnan, Palot & Kalesh, 2011
- Raorchestes thodai Zachariah, Dinesh, Kunhikrishnan, Das, Raju, Radhakrishnan, Palot & Kalesh, 2011
- Raorchestes tinniens (Jerdon, 1854)
- Raorchestes travancoricus (Boulenger, 1891)
- Raorchestes tuberohumerus (Kuramoto & Joshy, 2003)
- Raorchestes uthamani Zachariah, Dinesh, Kunhikrishnan, Das, Raju, Radhakrishnan, Palot & Kalesh, 2011

## Étymologie
Le nom de ce genre est formé à partir de Rao, en l'honneur de C.R. Narayan Rao, et de Orchestes Tschudi, 1838, qui est le premier genre nommé de la famille des Rhacophoridae.

## Publications originales
- Biju, Shouche, Dubois, Dutta & Bossuyt, 2010 : A ground-dwelling rhacophorid frog from the highest mountain peak of the Western Ghats of India. Current Science, vol. 98, p. 1119-1125 (texte intégral).